# محمد ابن الطيب الروداني
محمد ابن الطيب الروداني (- 1865) كان قاضيا مغربيا جلب أول مطبعة باللغة العربية إلى المغرب وذلك عام 1864. انحدر من عائلة متعلمة من مدينة تارودانت المغربية.

## مطبعة
جلب المطبعة من مصر خلال رحلته للمشرق لإداء الحج، ووصلت الآلة إلى ميناء الصويرة عام 1864. سميت الآلة «المطبعة السعيدة». كان كتاب الشمائل المحمدية أول كتاب طبع بالمطبعة السعيدة.